# Félix Martínez Mata
Félix Martínez Mata (nacido el 18 de mayo de 1974 en Nagua) es un ex infielder dominicano que jugó en las Grandes Ligas de Béisbol con los Reales de Kansas City y Tampa Bay Devil Rays entre 1997 y 2001.

## Liga Dominicana
Apodado "El Gatico" en la Liga Dominicana, Martínez jugó para los Gigantes del Cibao y las Águilas Cibaeñas. En 2009, Martínez fue expulsado de la liga por mala conducta.